# Species nova
 (juillet 2025).
En taxonomie biologique, une species nova (au pluriel : species novae ; abrégé au singulier sp. nov. ou n. sp. et au pluriel spp. nov.) est une nouvelle espèce. L'expression latine est utilisée après la publication d'un nom binomial pour sa première fois. L'équivalent est genus novum pour un nouveau nom de genre et familia nova pour une nouvelle famille biologique.
Cette expression ne doit pas être confondue avec combinatio nova, utilisée lorsqu'un taxon précédemment nommé est déplacé vers un genre ou une espèce différente, ou que son rang est modifié.